# Theritas phegeus
Theritas phegeus is een vlinder uit de familie van de Lycaenidae. De wetenschappelijke naam van de soort is voor het eerst geldig gepubliceerd in 1865 door William Chapman Hewitson. De soort is bekend uit Brazilië en Colombia.

## Synoniemen
- Thecla laudonia Hewitson, 1867